# Мотрич Катерина Вакулівна
Катери́на Ваку́лівна Мо́трич (30 листопада 1947) — українська письменниця, поетеса, членкиня Національної спілки письменників України (з 1979), лауреатка Огієнківської премії в галузі громадської, політичної та духовної діяльності.

## Життєпис
Народилася 30 листопада 1947 року в селі Васильків (нині — Звенигородського району) Черкаської області.
Закінчила Васильківську середню школу. У 1971 році закінчила Київський державний університет факультет журналістики. Працювала в редакції газети «Молода гвардія» коректоркою, у товаристві «Просвіта» та на республіканському радіо.

## Творчість
Авторка книжки оповідань «Соняхи» (1977), збірок оповідань і повістей «Час найкоротшої тіні» (1982), «Перед храмом любові і болю» (1989), роману «Досвіток» (1987). Сповнена ліризму проза Катерини Мотрич присвячена людям села, утвердженню нетлінних моральних цінностей. В останні роки письменниця широко використовує форму молитви («Молитва до мови», «Молитва до убієнних голодом», «Молитва до України», всі — 1991 р.
Її перу належить роман «Ніч після сходу сонця». Не залишилась авторка байдужою і до теми «Чорнобиль „Звізда Полин“» (збірка). У 2013 році у видавництві «Сполом» опублікований роман «Вавилонська вежа».
Сучасна проза письменниці відрізняється від ранньої історичною тематикою, порушенням глобальних проблем, вона глибоко патріотична, з екскурсом у непросту українську історію та сучасність. Її твори вирізняються цікавою сюжетністю, духовною тематикою, емоційністю, образністю й власним неповторним стилем.

## Відзнаки
- Мистецька премія «Київ» імені Івана Миколайчука в галузі кіномистецтва (2004)
- Лауреатка Всеукраїнської премії імені Івана Огієнка (2007)[4]